# Archiserratula forrestii
Archiserratula forrestii es una especie de planta herbácea a subarbustiva del género Archiserratula perteneciente a la familia Asteraceae. Es la única especie del género y es endémica de China, donde es comúnmente conocida como 滇麻花头, dian ma hua tou.

## Descripción
Se trata de una especie herbácea o subarbustiva de 0,7-1,5 m de altura, con un tallo, erecto y ramificado, basalmente leñoso y, a veces, de color rojo purpúreo. Las hojas son subsentadas, lanceoladas a linear-lanceoladas, glabras y con los márgenes denticulados y el ápice agudo; son cada vez más pequeñas de abajo hacia arriba. La inflorescencia está compuesta de capítulos en número muy variable. El involucro es cilíndrico a estrechamente obcónico, de 6-10 mm de diámetro, y sus brácteas, imbricadas, se organizan  en 7-8 filas; son de color verde a verde amarillento, a veces ligeramente teñidas de púrpura. La corola de los flósculos, bicentimétrica, es de color púrpura claro. Las cipselas son de contorno elipsoide-cilíndrico, de 7-9,5 por 2-3 mm, glabro, longitudinalmente estriado, con el borde de la placa apical denticulado y con un Vilano simple de pelos centimétricos finamente serrulados, más cortos centrifugamente, de color pardo claro.

## Distribución y hábitat
Crece en los pastizales en las laderas de las montañas, en grietas de las rocas, de 1300 a 2000 m de altitud, en China. Florece y fructifica de agosto a noviembre.

## Taxonomía
Archiserratula forrestii fue descrito primero por Iljin como Serratula forrestii y publicado en Izvestija botaniceskogo sada akademii nauk SSSR, vol. xxvii, p. 91, 1928 y posteriormente atribuido al género, de nueva creación, Archiserratula por L.Martins y publicado en Taxón, vol 55, p. 973, 2006.
Etimología
- Atrchiserratula: neologismo construido con el prefijo de origen griego άρχί, más importante, destacado, superior y Serratula, prestado del latín serrātǔla, -ae, del verbo serro, -āvi, -āre, serrar, y que en la Historia Naturalis de Plinio el Viejo (25, 84) erá la 'betónica' (Stachys officinalis), por sus hojas aserradas/denticuladas y que, por confusión, los autores botánicos prelinneanos confundieron con Serratula tinctoria.[7][8] O sea, 'Serratula destacada, superior'.
- forrestii: dedicado a George Forrest, explorador, recolector y botánico escocés, que trajo de Asia centenares de especies.

Sinonimia
Serratula forrestii Iljin, 1928